# Коротиха
Коротиха — деревня в Заволжском районе Ивановской области России. Входит в состав Междуреченского сельского поселения.

## География
Деревня расположена в северной части Ивановской области, в зоне хвойно-широколиственных лесов, в пределах Галичско-Чухломской возвышенности, на левом берегу реки Волги (Горьковское водохранилище), на расстоянии примерно 3 километров (по прямой) к востоку-юго-востоку от города Заволжска, административного центра района. Абсолютная высота — 107 метров над уровнем моря.

### Климат
Климат характеризуется как умеренно континентальный, с холодной многоснежной зимой и умеренно жарким влажным летом. Среднегодовая температура воздуха — 2,7 °C. Средняя температура воздуха самого холодного месяца (января) — −11,6 °C (абсолютный минимум — −46 °C), средняя температура самого тёплого (июля) — 18,4 °С (абсолютный максимум — 35 °C). Безморозный период длится около 126 дней. Годовое количество атмосферных осадков составляет560 — 615 мм, из которых большая часть выпадает в тёплый период.

### Часовой пояс
Деревня Коротиха, как и вся Ивановская область, находится в часовой зоне МСК (московское время). Смещение применяемого времени относительно UTC составляет +3:00.

## Население
| 2010 |
| ---- |
| 479  |

### Национальный состав
Согласно результатам переписи 2002 года, в национальной структуре населения русские составляли 97 % из 523 чел.